# Umuahia
Umuahia   este un oraș situat în partea de sud a Nigeriei. Este reședința  statului  Abia. La recensământul din 2006 înregistra o populație de 359.230 locuitori. Piață agricolă (din 1916). Nod de cale ferată pentru transportul produselor agricole. Fabrici de bere și de ulei de palmier.

## Istoric
Cele cinci clanuri care locuiesc în oraș au versiuni diferite în ceea ce privește colonizarea locului pe care mai târziu (în secolul al XX-lea) administrația colonială britanică va fonda actualul oraș. Umuahia a fost declarată cea de-a doua capitală a efemerului stat Biafra (pe data de 28 septembrie 1967), după ce prima capitală, orașul Enugu a fost cucerit de trupele nigeriene. După capturarea orașului Umuahia pe data de 24 decembrie 1969, capitala este mutată la Owerri.

## Personalități
- John Godson, primul membru de culoare al parlamentului polonez
- Johnson Aguiyi-Ironsi, șef al statului nigerian
- Michael Okpara, om politic